# Kiss Them for Me
Kiss Them for Me è un singolo del gruppo musicale inglese Siouxsie and the Banshees, pubblicato il 13 maggio 1991 come primo estratto dall'album Superstition.
Al momento dell'uscita, il singolo ricevette recensioni entusiastiche, diventando il loro singolo di maggior successo negli USA.

## Il disco
Prodotto da Stephen Hague, alla sua uscita il singolo ha ricevuto entusiastiche recensioni. Kiss Them for Me è diventato il loro singolo di maggior successo negli Stati Uniti.
La canzone presenta un cambiamento nell'orientamento musicale per Siouxsie and the Banshees, adottando una molto più chiara percezione verso il pop rispetto ai lavori precedenti, dovuto in parte al lavoro di produzione di Hague. I testi criptici di Siouxsie Sioux sono un inno all'attrice e sex symbol Jayne Mansfield - usando gli slogan da "divona" dell'attrice, riferendosi alla sua piscina a forma di cuore e al suo amore per lo champagne e le feste, e al macabro incidente automobilistico che pose fine alla sua vita nel 1967. Kiss Them for Me è anche il nome di un film della 20th Century Fox realizzato nel 1957 e interpretato dalla Mansfield e da Cary Grant.
Il brano, un tempo-medio con un'edificante melodia, è stato influenzato dalla musica asiatica e comprende strumenti sud asiatici, che sono diventati popolari nel panorama dei locali britannici per la diffusione del bhangra. Il suonatore di tabla Talvin Singh (futuro percussionista di Björk nell'album Debut del 1993) ha partecipato alle sessioni e ha anche cantato durante la parte finale della canzone. Il battito della batteria è stato ottenuto da un Roland TR-909, ritmo che era stato precedentemente utilizzato da Schoolly D sul singolo P.S.K. What Does It Mean? del 1985.

### Pubblicazione
Kiss Them for Me è stato pubblicato il 13 maggio 1991, ed è stato il più grande successo per Siouxsie and the Banshees negli Stati Uniti. È diventato il loro secondo e ultimo ingresso nella classifica americana e il loro primo singolo a entrare nella top 40, piazzandosi al n° 23 nella settimana del 19 ottobre. È diventato anche il secondo bestseller della band nella classifica di Modern Rock Tracks, rimanendo per cinque settimane al n° 1 durante l'estate del 1991. Kiss Them for Me è stata la prima canzone dei Banshees a entrare nella top 10 della Hot Dance Club Play americana piazzandosi al n° 8. Il videoclip è anche passato per diversi mesi in forte rotazione su MTV. Nel Regno Unito, Kiss Them for Me ha raggiunto la posizione n° 32, 16^ top 40 per quanto riguarda i singoli della band.
Il Kathak Mix, remixato e prodotto da Youth, e con inclusi degli interventi vocali di Robert Anton Wilson nell'introduzione, è stato incluso nella versione americana del CD singolo.

### Cover e curiosità
Gli School of Seven Bells nel 2010 e Anna Nalick nel 2011 ne ha fatto una cover.
Qualche volta è stata usata come musica di sottofondo per il programma Q della CBC Radio One ed è stata usata nel 3º episodio del cartone animato Daria.
Kiss Them for Me è stata l'ultima canzone andata in onda sul programma 120 Minutes di MTV.

## Tracce
Musiche di Siouxsie and the Banshees.

### 7"
Lato A
1. Kiss Them for Me (testo: Sioux)

Lato B
1. Return (testo: Budgie, Sioux)

### 12" (Kathak Mix)
1. Kiss Them for Me (Kathak Mix)° - 8:54
2. Kiss Them for Me (Loveappello Mix)° - 4:00
3. Kiss Them for Me (Ambient Mix)° - 5:20

°(Remixati da Youth)

### CD
1. Kiss Them for Me - 7" Version - 4:28
2. Kiss Them for Me - 12" Snapper Mix Version - 6:24
3. Staring Back - 3:16 (testo: Budgie)
4. Return - 5:04

### Musicassetta
Lato A e lato B
1. Kiss Them for Me
2. Return

## Formazione
- Siouxsie Sioux – voce
- Jon Klein – chitarra
- Steven Severin – tastiere, basso
- Martin McCarrick – tastiere, violoncello
- Budgie – batteria, organo

### Altri musicisti
- Talvin Singh – tabla, tavil, taal

## Classifiche
| Classifica (1991)                | Posizione massima |
| -------------------------------- | ----------------- |
| Australia                        | 40                |
| Irlanda                          | 29                |
| Regno Unito                      | 32                |
| Stati Uniti                      | 23                |
| Stati Uniti (alternative)        | 1                 |
| Stati Uniti (dance)              | 8                 |
| Stati Uniti (maxi singoli dance) | 19                |